# Kostel svatého Šimona a Judy (Lenešice)
Kostel svatého Šimona a Judy je římskokatolický farní kostel v Lenešicích v okrese Louny, zasvěcený svatému Šimonovi a svatému Judovi  . Od roku 1964 je chráněn jako kulturní památka. Stojí v centrální poloze na návsi nedaleko lenešického zámku.

## Historie a stavební vývoj

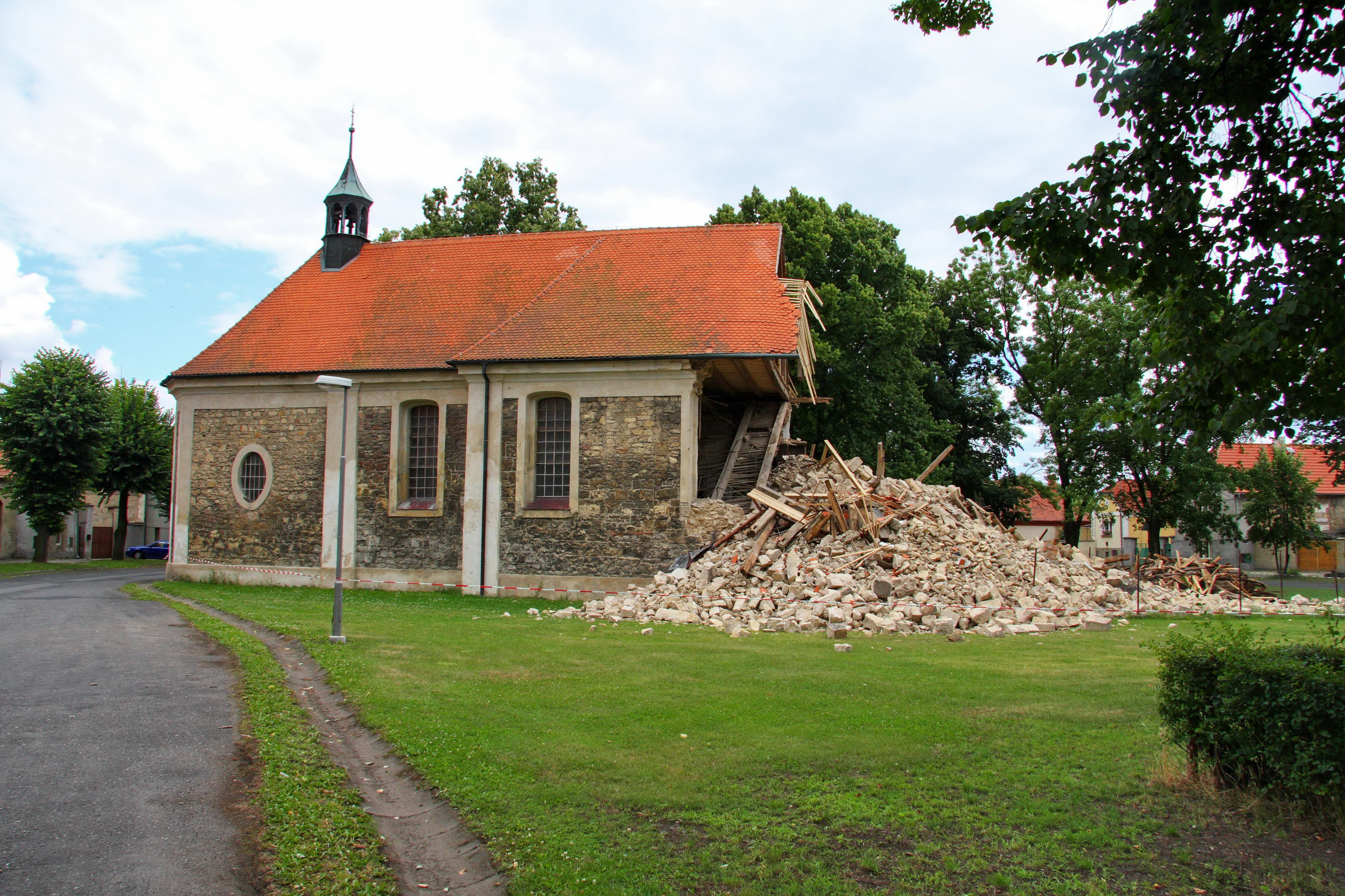
Kostel v létě 2008

Nejstarší zmínka o kostele není písemná, nýbrž epigrafická. Na jihozápadním nároží věže, která se zřítila 3. července 2008, se nacházel kámen s latinským nápisem, že věž byla postavena v roce 1262 za Bertholda, opata benediktinského kláštera Porta Apostolorum v Postoloprtech, a za faráře Křišťana. Klášteru patřily Lenešice až do husitských válek. Na přelomu 15. a 16. století je získal rod rytířů z Veitmile, kteří nad kostelem vykonávali patronát téměř celé 16. století a za nichž se na něm prováděly dílčí stavební úpravy.
Vročení 1262 na nápisu pravděpodobně označuje dokončení stavby kostela. Prokázal to archeologický průzkum, prováděný Martinem Volfem před jeho západním průčelím v roce 2009, při němž byly nalezeny keramické zlomky z 2. poloviny 13. století. Není ovšem vyloučené, že se stavbou kostela začal už doksanský klášter, jemuž Lenešice patřily nejpozději v roce 1226. S nápisovou deskou ale není v souladu listina papeže Řehoře X. z roku 1273, ve které jsou Lenešice i s kostelem (bez uvedení patrocinia) stále jmenované jako majetek doksanských premonstrátů.
Archeologický průzkum, prováděný po zřícení věže, odhalil základy stavby v hloubce 150–180 cm pod úrovní terénu, původní podlaha se nacházela až o 120 cm níže než dnes. Kromě toho byly nalezeny zbytky pravěkého obydlí a kovářské nebo železářské pece. Z původní stavby se dochovalo zdivo lodi, na jehož románský původ ukazují zazděná půlkruhová okna. O 2,3 m zúžená východní část lodi tvořila původní presbytář kostela, o dnešní presbytář byl kostel rozšířený až na začátku 19. století.
Stavební úpravy proběhly v průběhu šestnáctého století a v letech 1666 a 1800. V roce 1800 byl vystavěn stávající presbytář, zbořena stará sakristie a postavena nová, zvýšila se podlaha a koruna zdiva, nově se podklenula kruchta a prorazil se západní vstup do kostela. K dalším menším opravám došlo v letech 1890 a 1902. Některá z posledních úprav zřejmě narušila statiku věže, což vedlo k jejímu zřícení dne 3. července 2008 v době, kdy začala její rekonstrukce.
V roce 2011 byla zahájena stavba repliky věže. Náklady na rekonstrukci byly odhadnuty na osmnáct miliónů korun. Na podzim roku 2021 byly do obnovené věže umístěny nové hodiny, které jsou kopií stroje ze začátku dvacátého století. Hodiny instalované po druhé světové válce byly zničeny při zřícení věže a jejich torzo je umístěno v interiéru kostela. Nové hodiny stály 180 tisíc korun a byly uhrazeny z prostředků veřejné sbírky.
V rámci Programu záchrany architektonického dědictví bylo v letech 1995–2014 na opravu památky čerpáno 2 470 000 Kč.
| rok    | 2011 | 2012 | 2013 | 2014 |
| ------ | ---- | ---- | ---- | ---- |
| částka | 790  | 630  | 450  | 600  |

## Stavební podoba

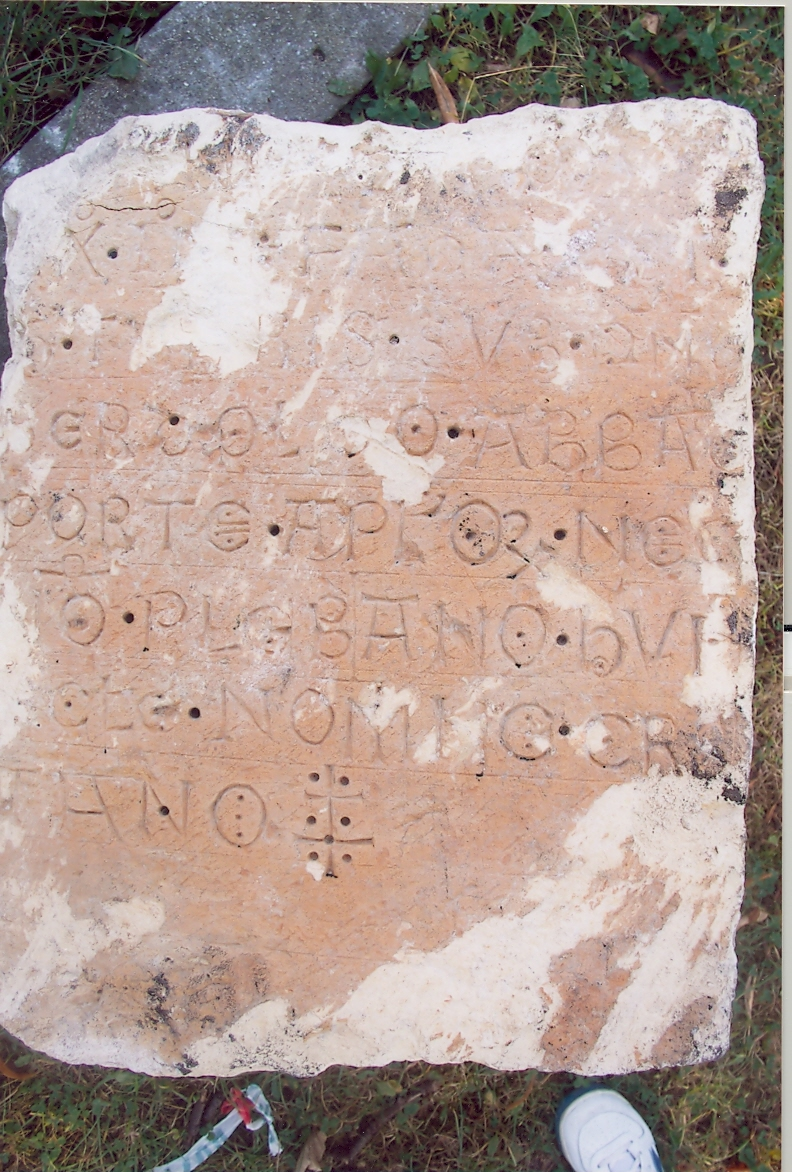
Poškozený kámen s nápisem z roku 1262 po zřícení věže

Jednolodní kostel má obdélný půdorys se čtverhranným presbytářem, ke kterému je na jižní straně přiložena sakristie. Fasády jsou členěné omítkovými pásy a obdélníkovými okny zakončenými stlačeným obloukem. Okna v presbytáři jsou oválná. V bočních stěnách lodi se dochovaly stopy polokruhově zakončených románských oken. Loď s plochým stropem je polokruhovým vítězným obloukem oddělená od plackovou klenbou zaklenutého presbytáře. V západním průčelí stávala hranolová věž se dvěma řadami románských sdružených oken a latinským nápisem o výstavbě věže v roce 1262.

## Zařízení
Kazatelna a hlavní oltář pochází z poslední čtvrtiny osmnáctého století.

## Okolí kostela
Východně od kostela stojí památkově chráněná barokní jednopatrová fara, postavená v letech 1740–1741, se středovým rizalitem v průčelí členěným pilastry. V bočním štítě jsou kasulová okna.